# 행정명령 6102호
행정명령 6102호(영어: Executive Order 6102)는 1933년 4월 5일 미국 대통령 프랭클린 D. 루스벨트가 "미국 본토 내에서의 금화, 금괴, 금 증서의 사재기를 금지"하기 위해 서명한 행정명령이다. 이 행정명령은 1933년 3월 긴급은행법에 의해 개정된 적성국교역법의 권한 하에 제정되었다.
당시와 그 이후 몇 년 동안 이 정책은 매우 논란이 많았으며 "완전히 부도덕하며" "1900년 금본위제법에서 한 엄숙한 약속"과 제1차 세계 대전 중 자유 및 승리 채권 구매자들에게 한 약속에 대한 "노골적인 위반"이라고 주장하는 비판에 직면했다. 비판자들은 또한 이 행정명령이 신용 및 통화 공급의 인플레이션을 초래하여 결국 터져서 불황을 초래할 사기성 경제 호황을 일으킬 것이라고 주장했다.
1934년에는 금준비법이 통과되어 미국 달러의 법정 금 함량이 온스당 $20.67에서 $35로 변경되었다. 이는 사실상 달러를 평가절하하여 미국 통화의 담보에 필요한 금의 양을 줄이고 연방준비제도가 통화 공급을 확대할 수 있게 했다.
미국 내 금 소유 제한은 제럴드 포드 대통령이 국제 개발 협회 세출법을 서명한 후 폐지되었는데, 이 법안의 부속 조항은 금화, 금괴 및 증서의 개인 소유를 합법화했으며, 1974년 12월 31일에 발효되었다.

## 근거
이 명령의 명시된 이유는 미국이 당시 통화에 금본위제를 사용하고 있었기 때문에 어려움이 금의 "사재기"를 야기하여 경제 성장을 저해하고 대공황을 악화시켰다는 것이었다.
1933년 4월 6일 뉴욕 타임스는 금 사재기라는 제목으로 "어제 대통령이 발표한 행정명령은 사재기에 대한 이전 경고를 확대하고 구체화한다. 3월 6일, 폐지되지 않은 전시 법령을 이용하여 그는 금 또는 은화 또는 금괴 또는 통화의 사재기를 금지하는 포고령 2039호를 발표했으며, 위반 시 $10,000의 벌금 또는 10년의 징역 또는 둘 다의 처벌을 받는다"고 썼다.
이 명령의 주요 근거는 실제로 대공황 기간 동안 연방준비제도가 통화 공급을 늘리는 것을 방해하는 제약을 제거하는 것이었다. 연방준비법(1913년)은 발행된 연방준비은행권에 40%의 금 담보를 요구했다. 1920년대 후반에 연방준비제도는 소유한 금으로 담보될 수 있는 연방준비은행 지폐 형태의 허용 가능한 신용 한도에 거의 도달했다(대공황 참조).

## 효과
행정명령 6102호는 모든 사람이 1933년 5월 1일 또는 그 이전에 소량의 금화, 금 괴, 금 증서를 제외한 모든 소유물을 연방준비제도에 트로이 온스당 $20.67( 2022년 기준 $413에 해당)에 교환하여 제출하도록 요구했다. 최근 통과된 1933년 3월 긴급은행법에 의해 개정된 적성국교역법에 따라 이 명령 위반 시 최대 $10,000( 2022년 기준 $200,000에 해당), 또는 최대 10년의 징역, 또는 둘 다의 처벌을 받았다.
이 명령은 "산업, 직업 또는 예술에서의 통상적인 사용"을 특별히 면제했는데, 이는 예술가, 보석상, 치과 의사, 간판 제작자 등을 포함하는 조항이었다. 이 명령은 또한 어떤 사람이라도 최대 $100의 금화를 소유하는 것을 허용했는데, 이는 2020년 기준으로 약 $10,000 상당의 5 트로이온스 (160 g) 금에 해당하는 액면가였다. 같은 단락은 또한 "희귀하고 특이한 동전 수집가에게 인정된 특별한 가치를 지닌 금화"를 면제하여, 인정된 금화 수집품을 법적 압류로부터 보호했다.
1934년 금준비법은 그 후 미국 달러의 법정 금 함량을 온스당 $20.67에서 $35로 변경했다. 이는 일부에게는 금의 가치를 높이는 움직임으로 보일 수 있지만, 실제로는 미국 달러를 평가절하하여 미국 통화를 담보하는 데 필요한 금의 양을 줄이고 연방준비제도가 더 많은 지폐를 발행할 수 있도록 했을 뿐이었다. 미국 재무부의 모든 국제 거래는 그 후 온스당 $35( 2022년 기준 $700에 해당)의 새로운 금 가치로 계산되었다. 그 결과 연방 정부가 실현한 이익은 금준비법에 의해 설립된 환율 안정 기금에 자금을 지원했다.
행정명령에 규정된 규정은 1933년 4월 20일 행정명령 6111호에 의해 수정되었으며, 이 두 명령은 모두 1933년 8월 28일과 29일에 각각 행정명령 6260호와 6261호에 의해 궁극적으로 취소되고 대체되었다.
행정명령 6102호는 또한 1933년 더블 이글 금화의 극히 희귀성을 초래했다. 이 명령으로 모든 금화 생산이 중단되었고 1933년에 주조된 모든 동전이 파괴되었다. 약 20개의 이러한 동전이 도난당하여 미국 비밀경호국의 체포 및 동전 압수 영장이 발부되었다. 살아남은 동전 중 하나인 외국 국가원수에게 양도된 후 한참 뒤 합법화된 동전은 2002년에 750만 달러 이상에 팔려 세계에서 가장 가치 있는 동전 중 하나가 되었다.

## 기소
수많은 개인과 회사가 루스벨트의 행정명령 6102호와 관련하여 기소되었다. 기소는 후속 행정명령 6111호, 6260호, 6261호 및 금준비법에 따라 이루어졌다.
행정명령 6102호는 개정될 필요가 있었는데, 이 명령에 따른 한 가지 기소가 연방 판사 존 M. 울지에 의해 이 명령이 규정된 대로 재무장관 대신 대통령이 서명했다는 이유로 무효 판결을 받았기 때문이다. 프레데릭 바버 캠벨이라는 뉴욕 변호사가 체이스 내셔널 은행에 5,000 트로이온스 (160 kg) 이상의 금을 예금했다. 캠벨이 금을 인출하려 했을 때 체이스가 거부하자 캠벨은 체이스를 고소했다. 연방 검사는 다음 날인 1933년 9월 27일 캠벨을 금을 제출하지 않은 혐의로 기소했다. 궁극적으로 캠벨에 대한 기소는 실패했지만 금 압수에 대한 연방 정부의 권한은 유지되었고, 캠벨의 금은 몰수되었다.
이 사건으로 인해 루스벨트 행정부는 재무장관 헨리 모건소 주니어의 서명으로 새로운 명령을 내리게 되었다. 행정명령 6260호와 6261호는 금 압수 및 금 사재기자 기소를 규정했다. 몇 달 후 의회는 금준비법을 통과시켜 루스벨트의 명령에 입법적 영속성을 부여했다. 새로운 재무부 규정 세트가 발표되어 모든 금의 몰수 및 몰수된 금 가치의 두 배에 해당하는 벌금 부과라는 민사 처벌을 규정했다.
미국 시민 및 비시민에 대한 기소는 새로운 명령에 따라 진행되었으며, 그 중 몇 가지 주목할 만한 사례가 있다.
샌프란시스코의 다이아몬드 및 보석상 거스 파버는 면허 없이 13개의 20달러 금화를 판매한 혐의로 기소되었다. 비밀경호국 요원들은 구매자의 도움으로 판매를 적발했다. 파버와 그의 아버지, 그리고 12명의 다른 사람들은 비밀경호국이 실시한 스팅 작전 후 네 개 미국 도시에서 체포되었다. 체포는 뉴욕과 샌프란시스코, 새너제이, 오클랜드의 세 캘리포니아 도시에서 동시에 이루어졌다. 모리스 아놀릭은 뉴욕에서 5,000달러 상당의 미국 및 외국 금화를 소지한 혐의로 체포되었고, 새너제이의 댄 레빈과 에드워드 프리드먼은 15,000달러 상당의 금을 소지한 혐의로 체포되었으며, 샘 난킨은 오클랜드에서 체포되었다. 샌프란시스코에서는 9명의 남성이 금 사재기 혐의로 체포되었다. 총 24,000달러 상당의 금이 비밀경호국 요원들에 의해 압수되었다.
데이비드 바라반과 그의 아들 제이콥은 정련 회사를 소유하고 있었다. 바라반 가문의 녹지 않은 금 스크랩 거래 면허가 취소되자 바라반 가문은 미니 사치에게 발급된 면허로 정련 사업을 운영했다. 바라반 가문은 미니 사치가 사업과 아무 관련이 없으며 바라반 가문이 계속해서 금을 거래할 수 있도록 그녀가 면허를 취득했다고 인정했다. 바라반 가문은 한 진열장에 금으로 채워진 스크랩 보석으로 가득 찬 시가 상자를 보였다. 정부 요원들이 바라반 가문의 사업장을 급습하여 미국 및 외국 금화가 담긴 또 다른 숨겨진 상자를 발견했다. 동전은 압수되었고 바라반은 미국을 사기하려는 음모 혐의로 기소되었다.
루이스 루피노는 미국과 적대적인 국가와의 무역을 제한하는 적성국교역법 위반 혐의로 세 건의 기소를 당한 개인이다. 결국 루피노는 1940년에 제9구 순회 항소 법원에 유죄 판결을 항소했지만 하급 법원의 판결은 대통령의 행정 명령과 금준비법에 따라 유지되었다. 캘리포니아 금광 지역인 서터 크릭 주민인 루피노는 78온스의 금을 소지한 혐의로 유죄 판결을 받고 징역 6개월과 벌금 500달러를 선고받았으며, 금은 압수되었다.
외국인 또한 금을 몰수당하고 그 금에 대해 지폐를 받도록 강요당했다. 스위스 은행 회사인 위버제 피난츠 코퍼레이션은 사업용으로 125만 달러 상당의 금화를 소유하고 있었다. 위버제 피난츠 코퍼레이션은 금을 보관하기 위해 미국 회사에 맡겼는데, 스위스인들은 자신들의 금이 몰수되었다는 사실을 알고 충격을 받았다. 스위스는 항소를 했지만 거부당했고, 그들은 지폐를 받을 자격은 있었지만 금은 아니었다. 스위스 회사는 몰수된 금 대신 받은 지폐로 같은 양의 금을 사려 했다면 금 가치의 40%를 잃었을 것이다.
또 다른 형태의 데 팍토 금 압류는 채권, 금 증서 및 사적 계약과 관련된 다양한 행정 명령의 결과로 발생했다. 금으로 작성된 사적 계약 또는 채권은 모든 계약 및 채권이 금으로 지불될 수 있다고 선언했음에도 불구하고 금 대신 지폐로 지불되어야 했으며, 적어도 하나인 네 번째 자유 채권은 연방 채권이었다. 모든 경우의 원고는 계약 조건에도 불구하고 금 대신 지폐를 받았다. 계약과 채권은 금화로 지불을 요구함으로써 통화 가치 하락을 피하기 위해 정확하게 작성되었다. 금으로 상환 가능한 지폐는 Nortz v. United States, 294 U.S. 317 (1935)에 근거하여 상환 불가능하게 되었다. 통합된 금 조항 사건은 다음과 같다.
- Perry v. United States, 294 U.S. 330 (1935)
- U.S. v. Bankers' Trust Co., 294 U.S. 240 (1935)[24]
- Norman v. Baltimore & Ohio R. Co., 294 U.S. 240 (1935)
- Nortz v. United States, 294 U.S. 317 (1935)

대법원은 모든 압류를 합헌으로 인정했으며, 제임스 클라크 맥레이놀즈, 윌리스 반 데반터, 조지 서덜랜드, 피어스 버틀러 판사가 반대 의견을 냈다. 네 명의 판사는 언론에 의해 "네 명의 기사"로 불렸는데, 그들의 보수적인 견해가 언론이 지지하는 루스벨트의 뉴딜에 반대했기 때문이다.

## 후속 사건 및 폐기
1934년 금준비법은 계약상의 금 조항을 집행 불가능하게 만들었다. 또한 대통령이 포고령으로 미국 달러의 금 함량을 변경할 수 있도록 했다. 통과 직후 루스벨트는 달러의 금 함량을 온스당 $20.67에서 $35로 변경하여 금으로 담보된 미국 연방 준비 지폐를 평가절하했다. 이 가치는 리처드 닉슨 대통령이 미국이 더 이상 고정된 금 액수로 미국 달러의 가치를 매기지 않겠다고 발표하여 외환에 대한 금본위제를 포기할 때(참조: 닉슨 쇼크)까지 1971년 8월 15일까지 유효했다.
금 증서의 개인 소유는 1964년에 합법화되었으며, 수집가들이 공개적으로 소유할 수 있지만 금으로 상환할 수는 없다. 미국 내 금 소유 제한은 제럴드 포드 대통령이 1975년 국제 개발 협회 세출법(Pub.L. 93–373)에 서명하고 "미국 시민이 미국 또는 해외에서 금을 구매, 보유, 판매 또는 기타 방식으로 거래할 수 있도록 허용"한 1974년 12월 31일에 발효된 후 폐지되었다. 그러나 이 법은 금 또는 고정된 금 액수로 돈을 지불하도록 명시된 계약을 금지하는 금 폐지 공동 결의안을 폐지하지 않았다. 즉, 금이 거래 상품이 아닌 화폐로 사용된 경우 계약은 계속해서 집행 불가능했다. 그러나 1977년 10월 28일에 제정된 Pub. L. No. 95-147, § 4(c), 91 Stat. 1227, 1229(원래 31 U.S.C. § 463 note로 성문화되었고, 개정되어 31 U.S.C. § 5118(d)(2)로 재성문화됨)는 1933년 공동 결의안을 개정하여 당사자들이 1977년 이후 체결된 계약에 소위 금 조항을 다시 포함할 수 있음을 명확히 했다.

## 대여금고 압류 루머
루머에 따르면 루스벨트는 전국 모든 대여금고를 미국 국세청 직원에 의해 압수하고 금을 수색하도록 명령했다고 한다. 주장되는 명령문의 전형적인 예는 다음과 같다.
1933년 3월 9일 미국 대통령의 행정명령에 의거.
1917년 10월 6일 법률 5조 (b)항에 의해 부여된 권한과 1933년 3월 9일 법률 2조에 의해 개정된 권한에 의거하여, 의회가 심각한 비상사태가 존재한다고 선언함에 따라, 나 대통령은 국가 비상사태가 여전히 존재하며, 미국 국민에 의한 금과 은의 지속적인 개인 사재기는 미국의 평화, 공정한 정의, 복지에 심각한 위협을 가하므로, 우리 국민의 이익을 보호하기 위해 즉시 적절한 조치를 취해야 함을 선언한다.
그러므로... 나는 이러한 금과 은의 소유를 금지하며, 모든 금화, 금괴 또는 기타 금과 은의 소유물을 14일 이내에 정부 요원에게 공식 가격으로 정부의 법정 통화로 보상받기 위해 제출할 것을 선포한다.
은행 또는 금융 기관의 모든 대여금고는 봉인되었다.... 이러한 금과 은의 모든 판매 또는 구매 또는 이동...은 이로써 금지된다.
귀하의 소유... 및 보관을 위한 대여금고는 은행 및 보험 기록을 통해 정부에 알려져 있다. 그러므로... 귀하의 금고는 봉인된 상태로 유지되어야 하며, 미국 국세청 직원의 입회 하에만 개봉될 수 있다.
법적 명령에 따라..., 미국 대통령.

이 루머에 대한 최초의 알려진 언급은 "After the Crash: Life In the New Great Depression"이라는 책에서였다. 위조된 텍스트는 금만 언급하고 은은 언급하지 않는데, 은은 1998년까지 인터넷 참고 자료에 추가되었다. 이 텍스트는 행정 명령이라고 주장하지만, 그 내용은 특정 개인("귀하의 소유")에게 적용되도록 작성되었으므로, 이 텍스트가 정부에서 비롯된 것이라면 행정 명령으로 공표되지 않고 개인에게 보내졌을 것이다. 첫 번째 단락은 실제 행정 명령 6102호의 텍스트로 시작하여 약간 편집("said national emergency"를 "a national emergency"로, "still continues to exist"를 "still exists"로 변경)한 다음 조작된 텍스트를 추가한다. 사소한 편집과 실제 텍스트와 위조 텍스트가 문장 중간에 결합된 방식은 이것이 우연이 아니라 의도적으로 고안된 루머임을 거의 확실하게 한다.
대부분의 텍스트는 실제 행정명령에 나타나지 않는다. 실제로 개인 소유의 대여금고는 명령에 따라 강제로 수색되거나 압류되지 않았으며, 1930년대에 금 "사재기"로 발생한 몇 건의 기소는 다른 법령에 따라 집행되었다. 그러한 몇 안 되는 사례 중 하나는 1936년에 발생했는데, 미국 시민이 아닌 젤리크 요세포비치 소유의 10,000 트로이온스 (310 kg) 이상의 금이 들어 있는 대여금고가 탈세 기소의 일환으로 수색 영장에 따라 압수되었다.
미국 재무부 또한 은행 파산으로 인해 많은 수의 대여금고를 소유하게 되었다. 1930년대에는 3,000개 이상의 은행이 파산했으며, 그들의 대여금고 내용물은 재무부의 보관으로 이관되었다. 아무도 금고를 청구하지 않으면 재무부의 소유로 남았다. 1981년 10월에는 재무부 지하에 1605개의 판지 상자가 있었는데, 각 상자에는 청구되지 않은 대여금고의 내용물이 들어 있었다.

## 다른 국가의 유사 법률
폴란드에서는 1919년 11월 7일에 유사한 규정이 발표되어 시민들이 자신들의 금과 은을 국가에 팔도록 강제했다. 한 달 후, 1920년 1월 31일까지 연장되었다. 1920년 2월 6일에 폐지되었다.
오스트레일리아에서는 1959년 은행법 제4부(Part IV)가 오스트레일리아 총독이 연방 통화 또는 공공 신용 보호를 위해 필요하다고 판단하는 경우 정부가 민간 시민의 금을 지폐와 교환하여 압류할 수 있도록 허용한다. 1976년 1월 30일, 해당 법의 효력이 정지되었다.
영국은 1966년 금 거래 금지법(1947년 외환 관리법)을 도입했다. 영국 거주자들은 1817년 이후 주조된 금화를 4개 이상 계속 소지하거나, 잉글랜드 은행에서 수집가 면허를 취득하지 않고 금화를 구매하는 것이 불법이 되었다. 그 이유는 생활비와 인플레이션이 증가하는 동안 사람들이 금을 사재기하는 것을 막기 위함이었다. 이 법은 1971년에 폐지되었다.

## 같이 보기
- 대공황의 원인
- 긴급은행법 1933년 3월 9일
- 행정명령 6814호, 1934년에 서명된 은에 관한 유사한 명령
- 불환지폐
- 금
- 금 조항 사건
- 대수축
- 금본위제